# José Soriano de Souza

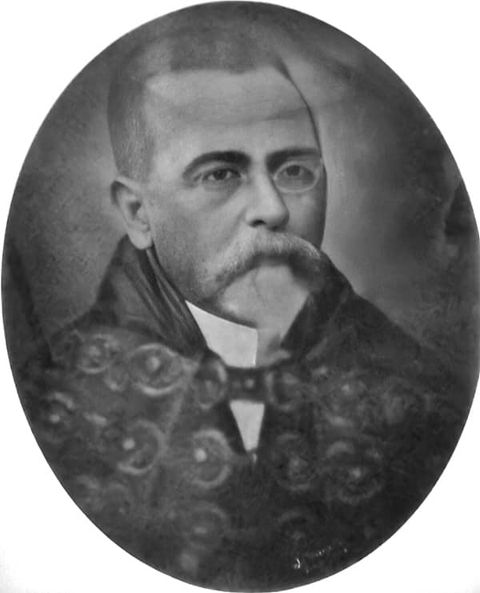
José Soriano de Souza

José Soriano de Souza (Paraíba, 15 de setembro de 1833 — Recife, 12 de agosto de 1895) foi um jurista, médico, jornalista, escritor, professor e político brasileiro. É considerado um dos principais difusores do tomismo no meio jurídico no final do século XIX. Ele e seus irmãos foram eminentes Professores de Direito na Faculdade de Direito do Recife e líderes católicos conservadores de influência nacional. 

## Biografia
José Soriano de Souza nasceu na Paraíba, em 15 de setembro de 1833 e faleceu no Recife, 12 de agosto de 1895. 
Filho do Tenente Francisco José de Souza, Soriano era o irmão mais novo de Brás Florentino de Souza e de Tarquínio Bráulio de Souza. Todos os três irmãos Souza foram Professores da Faculdade de Direito do Recife. Além da docência na área jurídica, os três irmãos atuaram juntos em defesa das ideias conservadoras e católicas, inclusive na defesa dos bispos na Questão Religiosa de 1874.
Graduado e doutor em Medicina, pela Faculdade do Rio de Janeiro, em 1860, também se tornou doutor em Direito e doutor Honoris Causa em Filosofia pela Universidade de Lovaina, na Bélgica.
Foi Cavaleiro da Ordem de São Gregório Magno, do Vaticano,  professor Catedrático de Direito Público e Constitucional da Faculdade de Direito do Recife, onde também lecionou Direito Natural e Direito Romano, havendo sido ainda professor de Filosofia do Ginásio Provincial de Pernambuco, da mesma capital.
José Soriano de Souza também se dedicou ao jornalismo, fundando e dirigindo, na capital pernambucana, os jornais católicos A Esperança (1865-1867) e A União (1872-1873).
Dentre seus principais críticos e rivais, estiveram os Professores Silvio Romero e Tobias Barreto. As críticas decorrem principalmente da abordagem católica tomista defendida por José Soriano ao longo de sua vida. Além disso, fatores pessoais como disputas em concurso para o Ginásio Pernambucano também influenciaram as disputas.
Seus restos mortais estão sepultados no Cemitério de Santo Amaro, em Recife.

## Cronologia
1833 – Natural da Paraíba, José Soriano de Souza, nascido a 15 de setembro de 1833, tendo como genitores o Tenente Francisco José de Souza e Anna de Mello Muniz (Anna de Mello e Souza).  Descendente de uma família de notáveis mestres do Direito – que incluía nomes como seus irmão germanos Braz Florentino Herinque de Souza e Tarquínio Bráulio de Souza Amaranto, como também, seu descendente direto José Soriano de Souza Filho e o seu neto José Soriano de Souza Neto.
1853 – Seus estudos básicos ocorreram no Lyceu Provincial da Parahyba do Norte.
1857- 1860 – O quartel-general da Marinha publicou que no dia 27 de janeiro de 1858, apresentou-se no hospital da marinha da corte, que por aviso de 18 do dito mês foi nomeado aluno pensionista ordinário do mesmo hospital. Tendo iniciado parte do curso de medicina na Bahia, mas fez os restantes dos exames na corte - RJ. Formou-se em medicina pela Faculdade do Rio de Janeiro – em 16 de novembro de 1860. 
1862 – Publicou o "Ensaio Medico-Legal sobre feriamentos e outras offensas Phisicas e infanticidio", 1 vol. de 300 páginas.
1865 – Fundou e redigiu "A Esperança", jornal que sustentou por alguns anos.
1866 – Publicou mais dois livros - "Princípios Sociaes e Políticos de Santo Agostinho" e "Princípios Sociaes e Políticos de S. Thomaz de Aquino".
1867 – Publicou "A Religião do Estado e a Pluralidade dos cultos", discutindo com proficiência o art. 5º da constituição monárquica. E também publicou um grande volume de 700 páginas do "Compendio de Philosophia". No mesmo ano procedendo se ao concurso da cadeira de Filosofia no Gynasio Pernambucano, foi um dos candidatos e escolhido pelo Presidente da Província, Barão de Villa-Bella (Domingos de Sousa Leão), de opiniões contrárias em politica, e tendo por competidor o Dr. Tobias Barreto.
1870 – Publicou uma segunda edição do seu "Ensino Medico-Legal" por se achar esgotada a primeira e haver grande procura da mesma. Nessa época, ocorreu um momento de muita dor pela grande perda familiar, em 29 de março de 1870, onde faleceu subitamente, o seu irmão Dr. Braz Florentino Herinque de Souza  – Presidente da Província do Maranhão, vítima de uma hemorragia cerebral de que fora acometido a 05 da manhã daquele dia, aos 45 anos, na cidade de São Luiz. 
1871 – Publicou "Lições de Philosohia Elementar Racional e Moral" de 500 páginas. Aos 25 de abril de 1871, compareceu o Dr. José Soriano de Souza para tomar posse da referência interina da cadeira de Língua Nacional do curso preparatório para a qual foi nomeado. A Memória História de 1871 da Faculdade de Direito do Recife, menciona que na de Língua nacional leu o Dr. José Soriano de Souza, nomeado interinamente em 24 de abril de 1871 para regê-la durante o impedimento do Catedrático Monsenhor Joaquim Pinto Campos, que seguiu para a Corte a tomar assento na Câmara Temporária. Esta nomeação, dada pela diretoria na conformidade das instruções das aulas de preparatório, foi aprovada por Aviso Imperial de 26 de maio de 1871. Pedindo e obtendo sua demissão o Monsenhor Pinto de Campos, antes de voltar ao exercício de sua cadeira, foi mantida a nomeação do Dr. José Soriano.
1872 – Universidade de Louvain, na Bélgica reconhecendo os seus conhecimentos filosóficos, conferiu-lhe o título de Doutor em Filosofia honoris causa. Publicou umas cartas com o título de "Philosophia comparada de Rosmini, Descartes e S. Thomaz". Fundou no Recife o jornal "A União". Por ocasião de discutir-se a Reforma Eleitoral no Parlamento brasileiro, publicou o "Liberalismo nas Constituições e Reforma eleitoral".
1873 – Por ocasião da questão religiosa, salientou-se combatendo pela imprensa no seu jornal "A União" e brochuras, entre estas – "Considerações sobre a Igreja e o Estado sob o ponto de vista jurídico, philosophico e religioso", 1 volume de 148 páginas. Publicou uma carta de 20 páginas, que foi impressa em avultado número de exemplares e dirigida ao conselheiro Dr. Zacarias de Góes e Vasconcellos, mostrando a necessidade da fundação de um partido católico e ainda depois publicou o - 'Ensaio do Programa para o partido católico" de 100 páginas na qual tratou dos pontos de política dignos de figurarem no programa do partido católico, e entre esses pontos tratou da descentralização, esforçando-se pela autonomia dos municípios. A Memória Histórica de 1873 da Faculdade de Direito do Recife, menciona que tendo sido posta segunda vez em concurso a substituição de "Philosopsia, Geographia, História e Rhetorica" e ninguém se tendo inscrito, resolveu o Governo Imperial, baseado no art. 81 do Regulamento das aulas preparatórias, provê-la independente de concurso, e assim foi nomeado por Decreto de 17 de maio o Sr. Dr. José Soriano de Souza professor substituto das supraditas matérias. E aos 3 de junho de 1873, nesta secretaria da Faculdade de Direito do Recife, presente o Exmo. Senhoe Diretor Interino Conselheiro Dr. Francisco de Paula Baptista, compareceu o Dr. José Soriano de Souza e apresentando a carta imperial datada em 17 de maio de 1873, pela qual foi nomeado para o lugar de Professor substituto das Cadeiras de Retórica, Filosofia, História e Geografia das aulas preparatórias anexo a esta Faculdade. E tendo sido exonerado em data de 3 de junho de 1873 a pedido da regência interina da cadeira de "grammatica e lingua nacional" o mesmo Sr. Dr. José Soriano de Souza, foi nomeado interinamente pelo Diretoria para servir nesse lugar o Sr. Albino Gonçalves Meira de Vasconcellos, que começou a exercê-lo aos 10 de junho, sendo esta nomeação aprovado por Aviso de 31 do junho.
1880 – Publicou os "Elementos de Philosophia do Direito" de 474 páginas
1883 – Publicou os "Apontamentos do Direito Constitucional" 1 volume de 318 páginas e "Pontos de Direito Romano" 1 volume de 200 páginas.
1886 – Eleito Deputado Geral pela 3º distrito da Paraíba do norte, fazendo parte de legislatura de 1886 a 1889. 
1884  – Foi dolorosamente surpreendido com a notícia de haver falecido na cidade do Recife sua venerada mãe, Dona Anna de Mello e Souza, em 19 de julho de 1884. A ilustre matrona baixou ao túmulo cercada de admiração que desafiavam suas virtudes, entre as quais brilha a de ter sabido legar a pátria, filhos como o doutíssimo mestre de direito Dr. Braz Florentino Henriques de Souza, o Dr Tarquínio Bráulio de Souza Amaranto, Dr. José Soriano de Souza, nomes respeitáveis pela colação social, cedo alcançada por suas virtudes e talento. 
1891 – Conforme consta no livro de posse da Faculdade de Direito do Recife, que aos 12 de março de 1891, reunida a Congregação as duas horas da tarde, compareceram para tomar posse dos lugares de Lente Catedrático desta Faculdade para os quais foram nomeados os Doutores, José Soriano de Souza, Lente da 2ª cadeira da 1º série do curso de ciência Jurídica (Direito Publico e Constitucional), mandando dar posse pelo Diário Oficial de 21 de fevereiro de 1891. Na Memória Histórica de 1891 da Faculdade de Direito do Recife, fala que no dia 18 de Março reuniu-se a Congregação, o segundo mandou o Ministro da Instrucção Pública foi conferido o grau de Doutor em direito não só aos lentes Bacharéis em Ciências Sociais e Jurídicas, como também ao Dr. José Soriano de Souza, Doutor em Medicina, que não tinha o grão de bacharel em Ciências Socais e Jurídicas, e que fora nomeado lente catedrático da 2ª Cadeira da 1º Serie comum aos dois cursos. O Diretor consultou a Congregação se tendo sido conferido o grão de Doutor em direito ao Dr. Soriano, aos outros lentes Doutores em Medicina que fazem parto do corpo docente não caberia o mesmo direito; e a Congregação resolveu pela afirmativa e que se conferisse o grau,  sendo então marcado polo Diretor o dia 23 para o ato da colação. Também menciona que O Dr. Soriano por ter de tomar parte no Congresso (como Senador) não compareceu do dia 15 de Abril em diante, sendo sua cadeira regida pelo respectivo substituto. O Dr. Soriano de Souza, que ao abrirem-se as aulas estava fora da regência da sua cadeira como Senador Estadual, voltou depois à Faculdade e do dia 18 de Junho a 8 de Agosto esteve no gozo da licença de 2 meses que em data de 13 de Junho lhe fora concedida pelo Ministro da Instrução Pública; e de 10 de Agosto a 11 de Dezembro esteve nova mente ausente da Faculdade como Senador Estadual. Regeu sua cadeira o substituto da sessão a que pertence. Na Republica foi Senador do Estado e sendo eleito Presidente do senado pernambucano.
1893 – Publicou "Princípios de Direito público e constitucional" 1 volume de 467 páginas.
1894 – Aos 65 anos, faleceu na Capital Federal – Rio de Janeiro, em 29 de agosto de 1894, seu irmão Dr. Tarquínio de Souza, lente jubilado da Faculdade de Direito do Recife e ultimamente exercia nesta capital a profissão de advogado. 
1895 – Em 12 de Agosto de 1895, com 62 anos incompletos, Dr. José Soriano de Souza, faleceu em sua residência que sucumbiu a um ataque pernicioso às duas horas da madrugada, na cidade do Recife, capital do Estado de Pernambuco e foi sepultado no Cemitério de Santo Amaro. E Geraldo Andrade escreveu a sentida Morte de Dr. José Soriano de Souza, que ano depois foi exibida no jornal Nova Philadelphia.

## Descendência
José Soriano teve dois filhos: José Soriano de Sousa Filho (ex-Ministro do STF e ex-Professor da Faculdade de Direito do Recife) e o desembargador Thomaz Soriano de Souza. Todos juristas formados pela Faculdade de Direito do Recife.
Este último foi pai de José Soriano Neto, Antônio Soriano de Souza e Thomaz Soriano Filho (que foi casado com a primeira mulher prefeita da América do Sul: Luiza Alzira Soriano). 
Um de seus netos, José Soriano de Souza Neto, também foi Professor da Faculdade de Direito do Recife e chegou a ser Diretor do Centro de Ciências Jurídicas entre 1954 e 1963, além de Vice-Reitor e Reitor da UFPE, tendo atuado como Catedrático de Direito Civil.

## Obras do autor
- Ensaio médico-legal sobre os ferimentos e outras ofensas físicas: com aplicação a legislação criminal pátria, seguido de algumas considerações sobre o infanticídio obra especialmente destinada ás autoridades criminais (1862);
- Princípios Sociais e Políticos de Santo Agostinho (1866);
- Princípios Sociais e Políticos de Santo Tomás de Aquino (1866);
- Compêndio de Filosofia, ordenado segundo os princípios e métodos do Doutor Angélico, S. Tomás de Aquino (1867);
- A religião do Estado e a liberdade de cultos (1867)
- Lições de filosofia elementar, racional e moral (1871);
- O Liberalismo nas Constituições e a Reforma Eleitoral (1873);
- Carta ao Conselheiro Zacarias (1874);
- Ensaio de Programa Para o Partido Católico (1874);
- Considerações sobre a Igreja e o Estado, sob o ponto de vista jurídico, filosófico e religioso (1874);
- Elementos de Filosofia do Direito (1880);
- Apontamentos sobre Direito Constitucional (1883);
- Pontos de Direito Romano (1884);
- Projeto de Constituição para o Estado de Pernambuco (1890);
- Princípios Gerais de Direito Público e Constitucional (1893);
- Programa de Ensino da Primeira Cadeira da Primeira Série: Filosofia e História do Direito (1893);
- Programa de ensino da Primeira Cadeira da Terceira Série: Filosofia e História do Direito (1894);
- Programa de Ensino da  Primeira Cadeira da Primeira Série: Filosofia e História do Direito (1895).